# My Way (chanson de Calvin Harris)
Pour les articles homonymes, voir My Way (homonymie).
Singles de Calvin Harris
Hype
(2016) Slide
(2017)
My Way est une chanson du DJ écossais Calvin Harris, sortie le 16 septembre 2016. Calvin Harris chante lui-même la chanson, à l'instar de ses précédents singles I'm Not Alone, Feel So Close et Summer.

## Classements hebdomadaires
| Classements (2016-17)                   | Meilleure position |
| --------------------------------------- | ------------------ |
| Allemagne (Media Control AG)            | 5                  |
| Australie (ARIA)                        | 9                  |
| Autriche (Ö3 Austria Top 40)            | 4                  |
| Belgique (Flandre Ultratop 50 Singles)  | 5                  |
| Belgique (Wallonie Ultratop 50 Singles) | 6                  |
| Canada (Hot 100)                        | 14                 |
| Danemark (Tracklisten)                  | 20                 |
| Écosse (OCC)                            | 1                  |
| Espagne (PROMUSICAE)                    | 12                 |
| États-Unis (Hot 100)                    | 24                 |
| Finlande (Suomen virallinen lista)      | 15                 |
| France (SNEP)                           | 4                  |
| Irlande (IRMA)                          | 4                  |
| Italie (FIMI)                           | 11                 |
| Norvège (VG-lista)                      | 9                  |
| Nouvelle-Zélande (RMNZ)                 | 10                 |
| Pays-Bas (Nederlandse Top 40)           | 4                  |
| Pays-Bas (Single Top 100)               | 6                  |
| Portugal (AFP)                          | 11                 |
| Royaume-Uni (UK Singles Chart)          | 4                  |
| Suède (Sverigetopplistan)               | 7                  |
| Suisse (Schweizer Hitparade)            | 2                  |